# 徐家裕
徐家裕（1925年—2010年4月8日，男，江苏嘉定（今属上海）人，中国消化内科专家，历任瑞金医院内科主任、院长，上海第二医科大学医学系一部系主任、消化研究二室主任、上海第二医科大学教授、博士生导师。

## 生平
先人为同治元年（1862）状元徐郙，历任翰林院修撰、南书房行走、兵部尚书、礼部尚书等职务，并拜协办大学士，世称徐相国。徐郙是近代著名书法家，经常为慈禧太后题写画扇。
1972年10月，作为医学代表团成员访问美国，受到时任美国总统尼克松接见。
1950年6月，毕业于上海圣约翰大学，获得宾夕法尼亚大学医学博士学位。
徐家裕教授原先从事心血管内科及放射医学。自70年代以来，主要从事消化疾病的临床与科研工作。在胰腺疾病方面，着重重症胰腺炎的基础研究以及中西医结合治疗的研究；在胃癌和胃炎方面，偏重中西医结合治疗的研究；在胃肠动力紊乱疾病方面，侧重促动力药物的应用研究。多年来，徐家裕教授作为主编、副主编或编委，曾先后编著《临床胰腺病学》、《临床胃肠病学》、《内科手册》、《放射医学》等专著和教材10多部，在国内外专业学术杂志上发表学术论文100余篇，研究成果曾获国家卫生部和上海市的科技进步奖。
徐曾多次获得上海市卫生先进工作者，学校和医院的教学、科研先进工作者。1979年被授予美国堪萨斯大学医学院第一位斯诺名誉教授称号，还先后被美国宾夕法尼亚大学医学院、伯明翰大学医学院、加州大学旧金山分校（医学院）授予内科名誉教授或访问教授。